# De legende van de Vijf
De Legende van de Vijf is een boek van de televisieserie Het Huis Anubis en de Vijf van het Magische Zwaard. Het verhaalt het eerste deel van seizoen 1 van de serie. Het verhaal is geschreven door Anjali Taneja en voor het boek bewerkt door Alexandra Penrhyn Lowe. Het is uitgegeven door Studio 100.

## Informatie
Het eerste boek, De Legende van de Vijf, is gebaseerd op de televisieserie die bedacht is door Anjali Taneja. Zij is voornamelijk bekend van haar bijdrage aan het populaire programma ZOOP. Het behandelt de afleveringen 1 tot en met 50. Studio 100 is de producent van de serie, boeken en singles.

## Verhaal
Sterre, Marcel, Pim, Anastacia en Raphael komen als nieuwe bewoners in Het Huis Anubis. Hoewel al snel blijkt dat ze alle vijf nogal vreemde gewoontes hebben, is de verlegen Sterre bang dat de anderen haar raar vinden. Ze ziet steeds de verschijning van een meisje in Anubis en er verschijnt een vreemd teken in haar droom. Ze denkt dat ze een heks is en voelt zich eenzaam in het geheimzinnige huis. Als Pim erachter komt dat het teken te maken heeft met eeuwenoude rituelen van donkere druïden, gaan ze samen op onderzoek uit. Ze komen erachter dat ze veel bijzonderder zijn dan ze ooit zelf hadden kunnen denken, maar ook dat ze groot gevaar lopen. Gevaar dat te maken heeft met de voorspelling van Merlijn over de Legende van de Vijf...